# فرودگاه کوئینزتاون
 فرودگاه کوئینزتاون (به انگلیسی: Queenstown Airport) یک فرودگاه همگانی مسافربری با کد یاتا ZQN است که یک باند فرود آسفالت دارد و طول باند آن ۱۷۷۷ متر است. این فرودگاه در کشور نیوزلند قرار دارد و در ارتفاع ۳۵۷ متری از سطح دریا واقع شده است.

## شرکت‌های هواپیمایی و مقصدهای پروازی

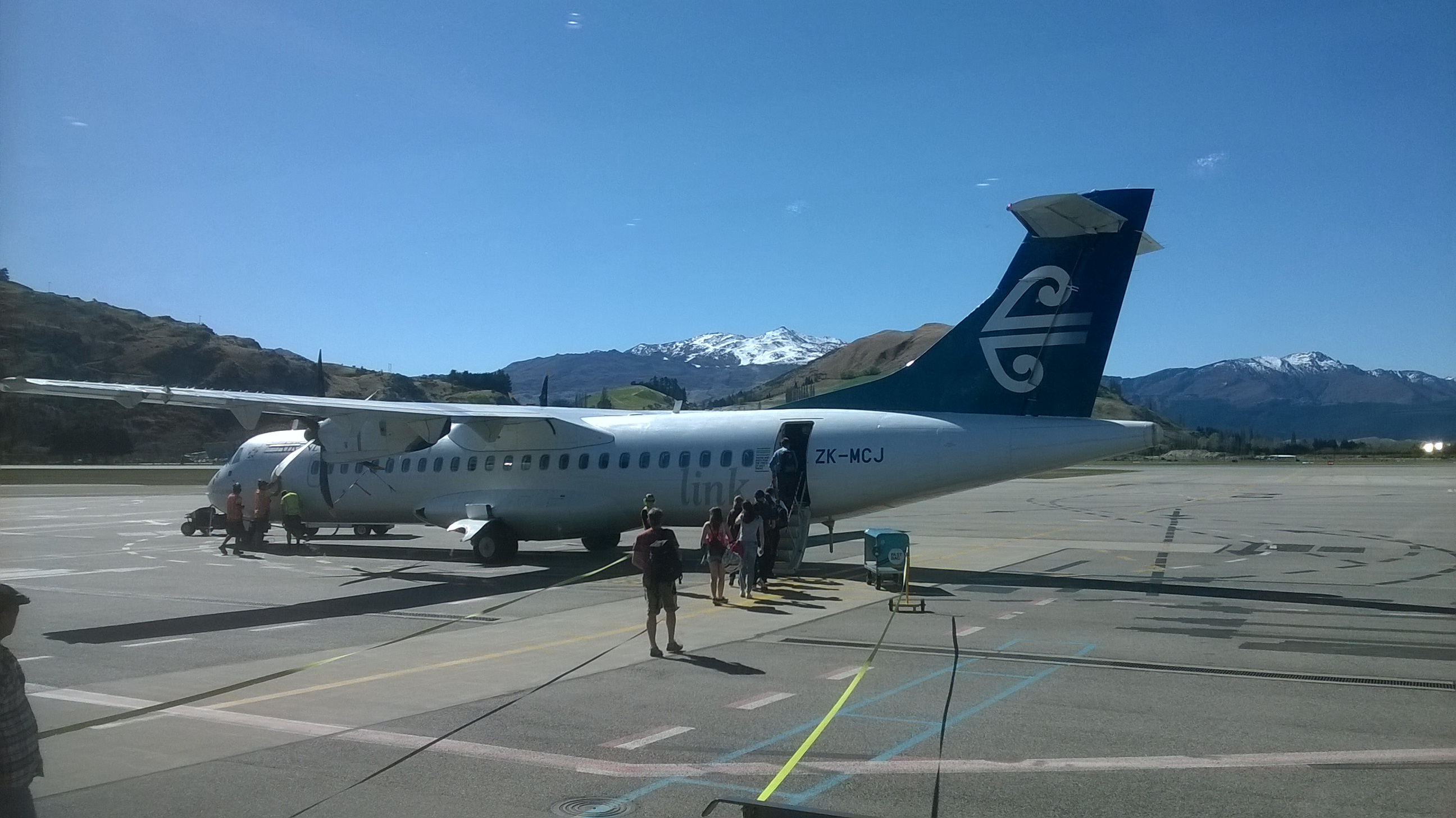
ای‌تی‌آر ۷۲ on the tarmac at Queenstown Airport

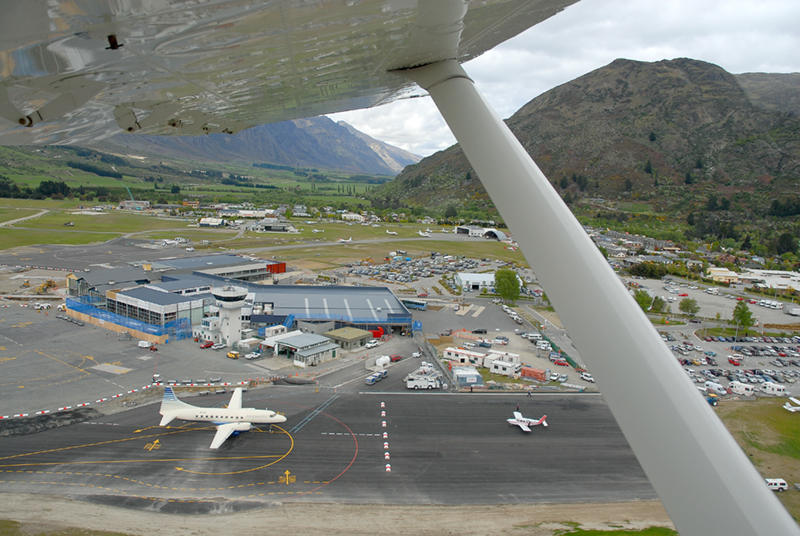
Queenstown Airport from a گلنورچی ایر aircraft

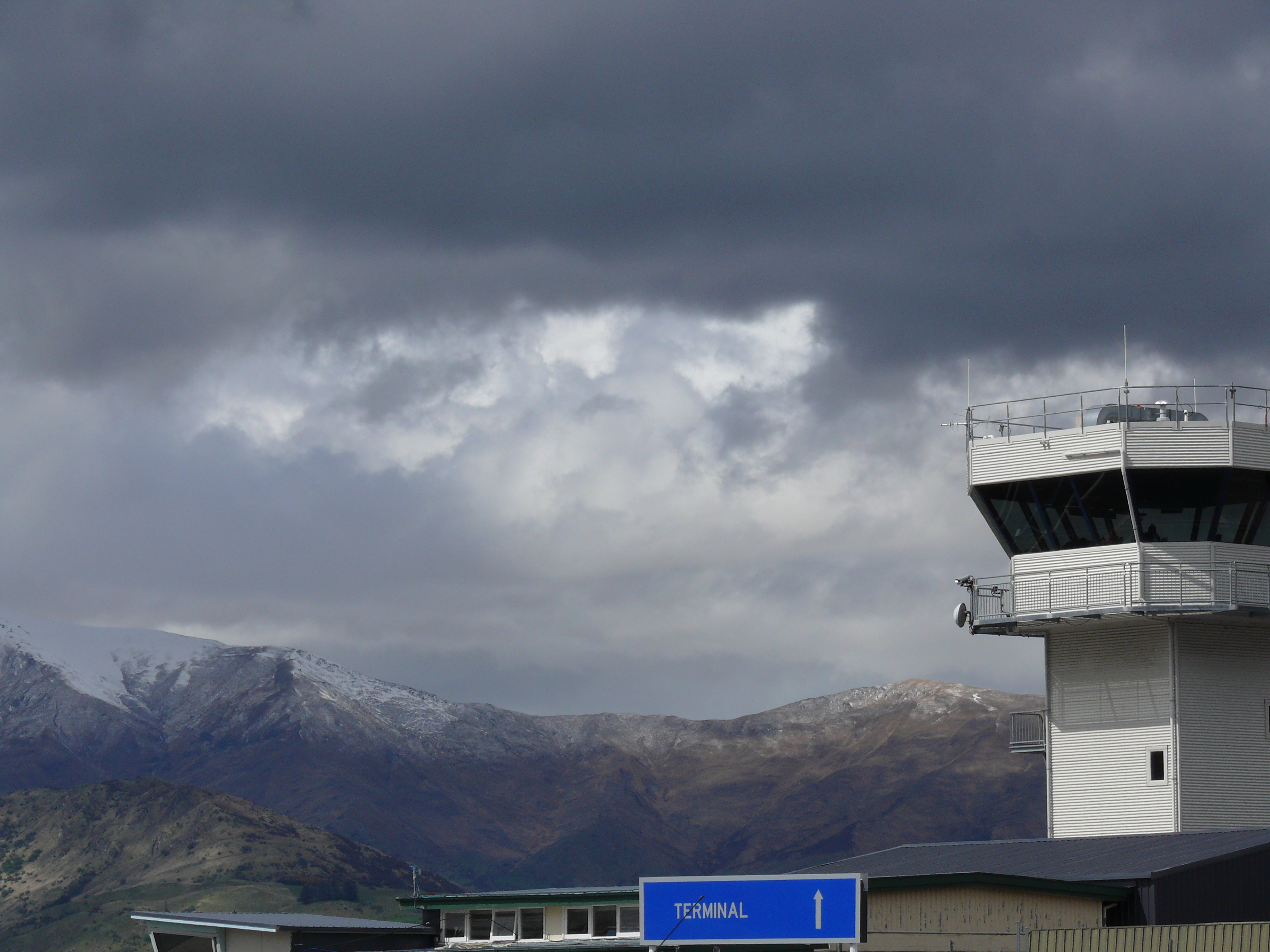
Queenstown Airport's control tower

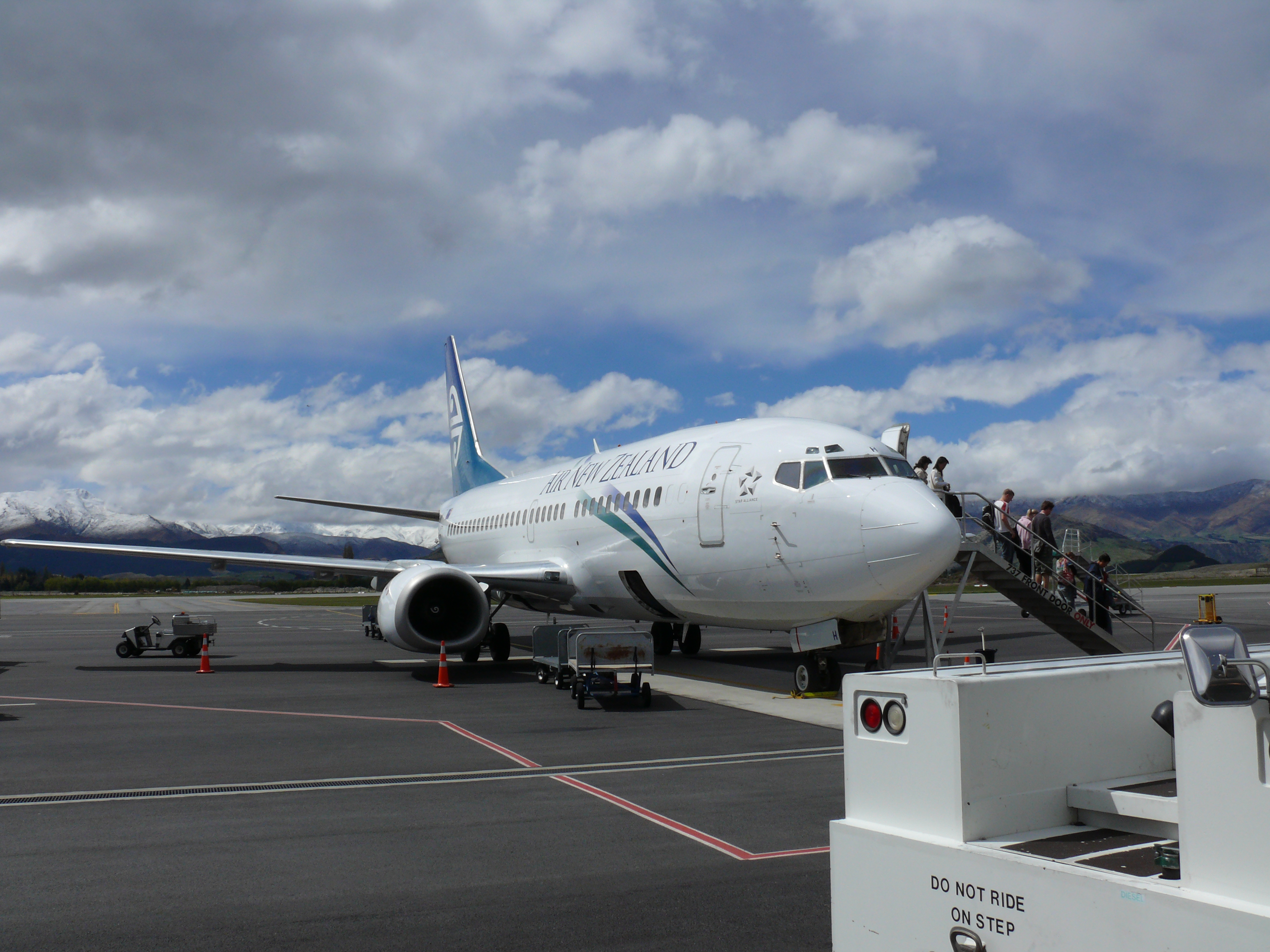
ایر نیوزیلند بوئینگ ۷۳۷ کلاسیک at Queenstown

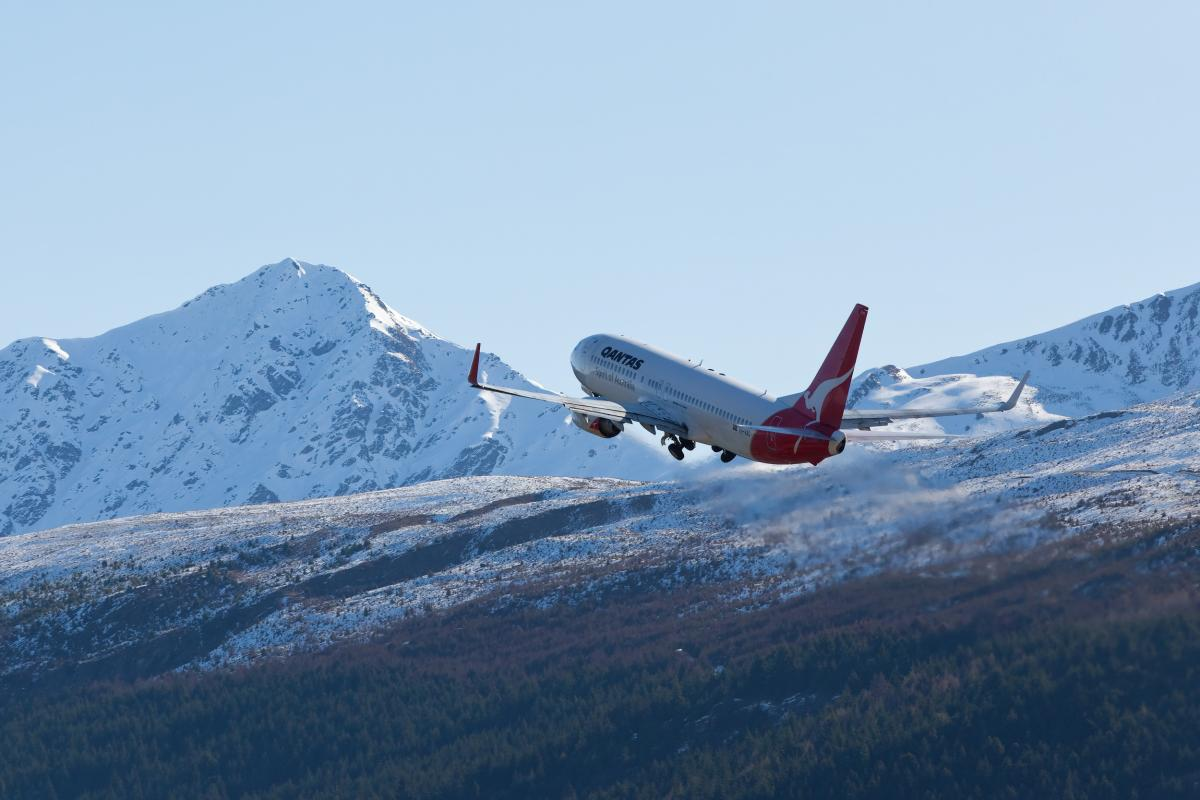
کانتاس بوئینگ ۷۳۷ نسل بعدی departs Queenstown airport. Passing over Queenstown Hill

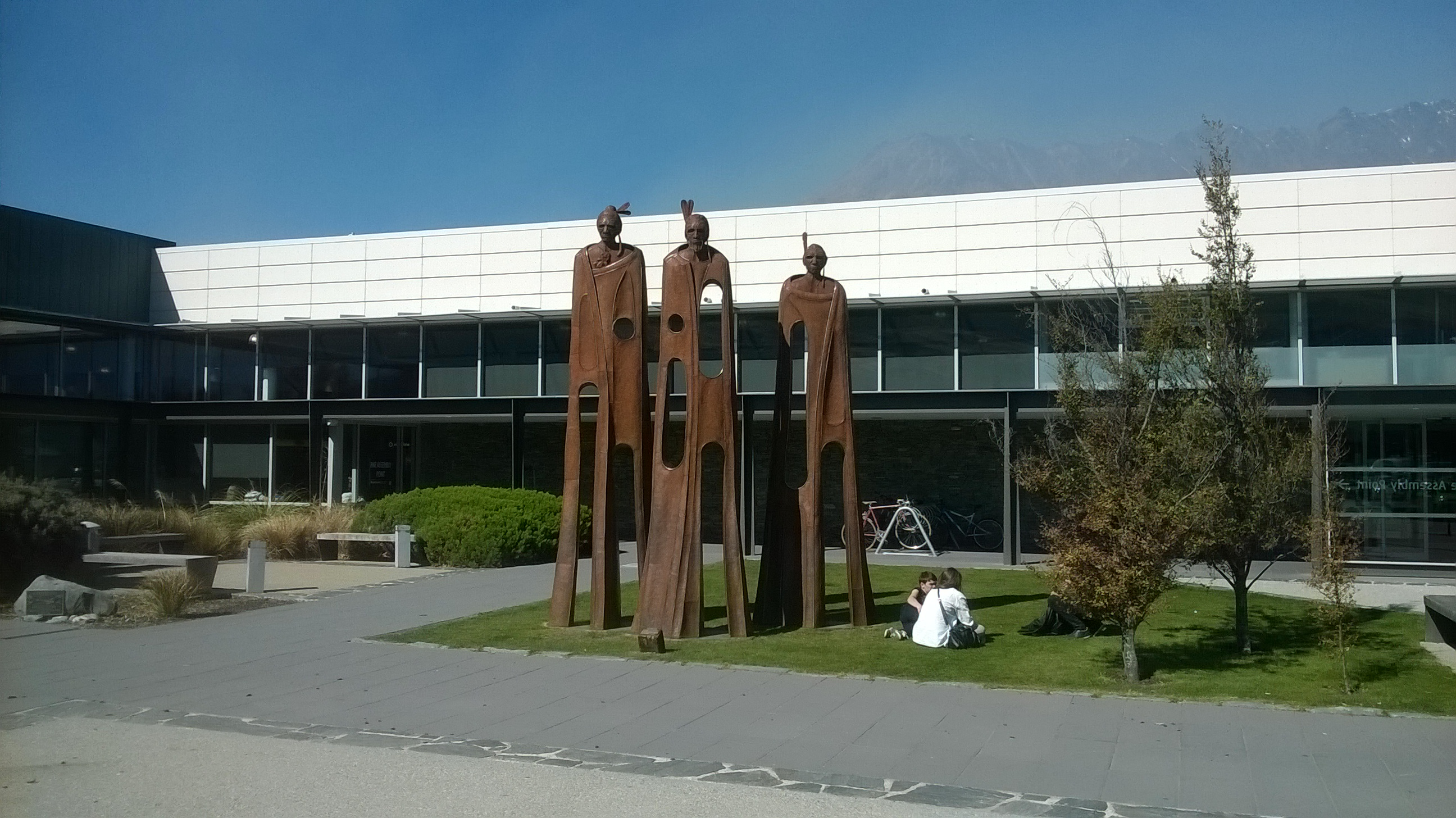
Artwork outside the Queenstown Airport

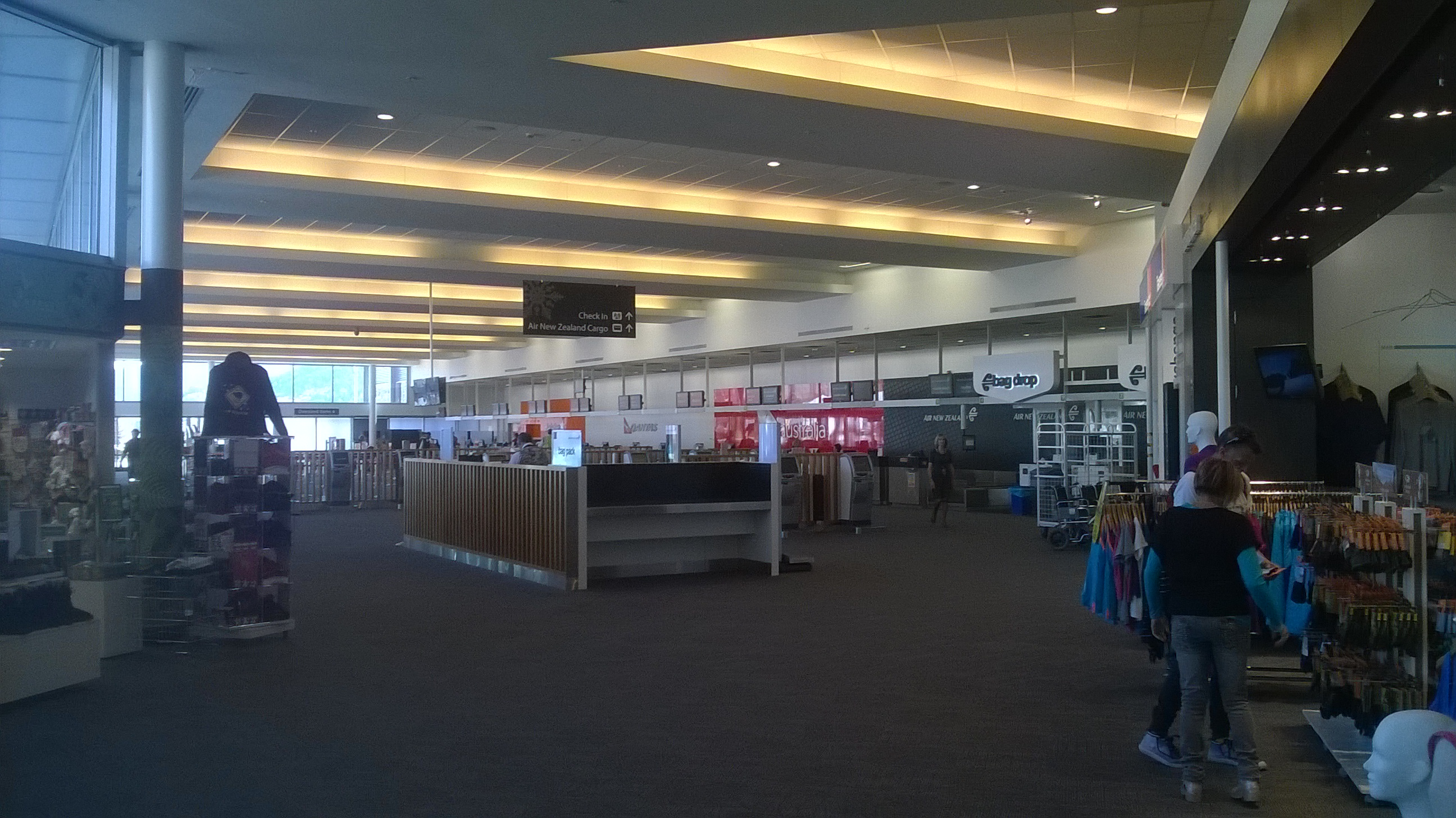
Check in Hall at Queenstown Airport

| شرکت‌های هواپیمایی                             | مقصدهای پروازی                                          |
| --------------------------------------------- | ------------------------------------------------------- |
| Air Milford                                   | میلفورد ساند، Te Anau                                   |
| ایر نیوزیلند                                  | اوکلند، کرایست‌چرچ، ملبورن، سیدنی، ولینگتون فصلی: بریزبن |
| ایر نیوزلند لینک اجرا توسط Mount Cook Airline | کرایست‌چرچ، ولینگتون                                     |
| گلنورچی ایر                                   | میلفورد ساند                                            |
| جت‌استار                                       | اوکلند، گولد کوست، ملبورن، سیدنی                        |
| کانتاس                                        | سیدنی                                                   |
| کانتاس اجرا توسط جت‌کانکت                      | سیدنی فصلی: بریزبن                                      |
| Tauck Tours اجرا توسط الیانس ایرلاینز         | چارتر: اوکلند، رتروا، Te Anau                           |
| ویرجین استرالیا                               | بریزبن، سیدنی                                           |